# Шелен
Шелен (фр. Chelun) је насељено место у Француској у региону Бретања, у департману Ил и Вилен.
По подацима из 2011. године у општини је живело 342 становника, а густина насељености је износила 30,4 становника/km².

## Демографија
| 1962. | 1968. | 1975. | 1982. | 1990. | 2011. |
| ----- | ----- | ----- | ----- | ----- | ----- |
| 474   | 428   | 360   | 306   | 270   | 342   |